# Simplocaria battandieri
Simplocaria battandieri is een keversoort uit de familie pilkevers (Byrrhidae). De wetenschappelijke naam van de soort is voor het eerst geldig gepubliceerd in 1918 door Peyerimhoff.